# Mazen Darwish
Pour les articles homonymes, voir Darwish.
Mazen Darwish (en arabe : مازن درويش) est un avocat syrien, défenseur de la liberté d'expression et des droits de l'homme. Il est fondateur et président du Centre syrien pour les médias et la liberté d'expression. Des organisations de presse, dont Reuters et l'Associated Press, l'ont décrit comme l'un des militants les plus éminents de la Syrie.

## Militantisme
Mazen Darwish naît en 1974 à Naplouse en Palestine d'une famille alaouite. Exilé en France, il décide de retourner en Syrie pour y défendre la liberté d'expression. Il est le fondateur président du Centre syrien pour les médias et la liberté d'expression (Syrian Center for Media and Freedom of Expression, ou SCM), une organisation partenaire de Reporters sans frontières fondée en 2004. L'organisation n'a jamais été reconnue par les autorités syriennes, mais continue de fonctionner en secret. En 2006, le groupe lance un site d'information indépendant, syriaview.net, mais le site est rapidement interdit par le gouvernement syrien.  En 2004 et 2007, les bureaux sont fermés à deux reprises par les autorités.
En avril 2008, Mazen Darwish, et trois de ses collègues, dont Hassan Kamel, sont arrêtés après avoir couvert des émeutes à Adra, une ville près de Damas. Il est alors emprisonné pendant dix jours pour « diffamation et insulte aux organes administratifs de l'État ». Trente-cinq organisations internationales de défense de la liberté de la presse cosignent une lettre protestant sa condamnation, la décrivant comme faisant partie « d'un schéma continu de harcèlement et de détention de journalistes et de militants ». Darwish fait également l'objet d'une interdiction de voyager l'empêchant de quitter la Syrie.
Mazen Darwish rapporte des affrontements à Daraa au début de 2011, au début de la guerre civile syrienne. En mars, il couvre une manifestation demandant la libération des prisonniers politiques, et l'Observatoire syrien des droits de l'homme rapporte qu'il est arrêté peu de temps après.
Les « Quatre de Douma », militants pour les droits humains Razan Zeitouneh, Samira Khalil et leurs collègues du Centre de documentation des violations en Syrie, arrêtés à Douma le 9 décembre 2013, font également partie du SCM fondé par Mazen Darwish.
Depuis octobre 2022, Mazen Darwish est l'un des secrétaires généraux de la Fédération Internationale pour les droits humains (FIDH). 

## Arrestation de 2012
Mazen Darwish est arrêté le 16 février 2012 par des hommes qui appartiendraient au service de renseignement de l'armée de l'air syrienne. Quinze autres journalistes et militants pour la liberté d'expression sont arrêtés le même jour, dont la blogueuse Razan Ghazzawi et l'épouse de Mazen Darwish, Yara Bader, et sont emmenés au centre d'investigation de l'aéroport de Mezzeh. 
Yara Bader, Razan Ghazzzawi, Hanadi Zahlout,Sanaa Zitani, Mayadah al-Khalil, Joan Farso, Ayham Ghazzoul, et Bassam al-Ahmad sont libérés en mai et doivent comparaître le 29 mai pour « possession de publications interdites ». Cependant, Mazen Darwish, le blogueur Hussein Ghreer (ou Ghareer), le journaliste Mansour al-Omari et deux autres membres du Centre syrien pour les médias et la liberté d'expression, Abdelrahman Hamada et Hani Zetani, font l'objet d'une disparition forcée, sans déclaration officielle concernant leur sort ou leur statut, et le refus d'informer les familles, y compris sur leur lieu de détention. Des défenseurs des droits rapportent qu'ils sont privés de leurs droits fondamentaux et soumis à la torture. Khalil Maatouk, avocat qui a défendu de nombreux prisonniers d'opinions, défend Mazen Darwish et ses collègues. La Commission internationale de juristes basée en Suisse rapporte en août que Mazen Darwish doit être jugé devant un tribunal militaire secret n'autorisant pas la présence d'avocat ni d'observateur et pourrait être condamné à mort sans appel , ,.
Selon sa femme, la journaliste et militante Yara Bader, Mazen a complètement disparu pendant 9 mois, période pendant laquelle il a été gravement torturé, et gardé à l'isolement dans la Branche 215, avant d'être envoyé à la prison d'Adra. Elle explique également que l'accusation qui lui est portée « Publicité d'actes terroristes » est faite en vertu d'une loi publiée à la suite de son arrestation, qui a également mis en place un tribunal spécial : « l'article 8 de la loi antiterroriste est  publiée à un moment opportun, peu de temps après l'arrestation de Mazen. Il comparaîtra devant le tribunal antiterroriste, un tribunal spécial créé après son arrestation ».
Amnesty International déclare Mazen Darwish prisonnier d'opinion, « détenu uniquement en raison de son exercice pacifique de son droit à la liberté d'expression et d'association dans le cadre de son travail avec le CMFE ». Plus de vingt organisations internationales des droits de l'homme, dont le Réseau arabe pour l'information sur les droits de l'homme, Human Rights Watch, Index on Censorship, l'Institut de presse international, Reporters sans frontières et l'Organisation mondiale contre la torture, cosignent une lettre appelant à la libération immédiate de Mazen Darwish. Catherine Ashton, haute représentante de l'Union pour les affaires étrangères et la politique de sécurité de l'Union européenne, condamne également l'arrestation, appelant la Syrie à libérer Darwish immédiatement.

## Libération et abandon des charges
Le 10 août 2015, Mazen Darwish bénéficie d'une mise en liberté provisoire, il doit comparaître lors d'une audience le 31 août 2015. Le 31 août 2015, toutes les charges contre Darwish sont abandonnées par un tribunal antiterroriste de Damas. Amnesty international se déclare soulagé par cette libération, qui intervient après plus de trois ans et demi de détention arbitraire, mauvais traitements et torture, tout en rappelant que « Mazen Darwish et ses collègues n’auraient jamais dû se retrouver en prison » et appelle à abandonner toutes les charges pesant contre lui. Le tribunal statue que Mazen Darwish et ses coaccusés, Hussein Ghrer et Hani Al-Zitani, sont couverts par une amnistie politique décrétée en 2014,. 

## Plainte contre des responsables syriens
Forcés de s'exiler, Mazen Darwish et sa famille s'installent à Berlin, d'où ils poursuivent leur militantisme pour la liberté d'expression en Syrie.  
Le 6 novembre 2017, les avocats Mazen Darwish et Anwar al-Bunni, 4 Syriens et le Centre européen pour les droits constitutionnels et les droits de l'homme (ECCHR), déposent une plainte pénale auprès du procureur fédéral allemand concernant des crimes contre l'humanité et des crimes de guerre en Syrie, parmi lesquels des crimes, de la torture et les jugements sans procédure régulière, commis contre des détenus de la prison militaire de Saidnaya, entre décembre 2011 et juin 2014 dans la prison elle-même ainsi qu'à l'hôpital militaire de Tishreen et au tribunal militaire. La plainte pénale est dirigée contre sept hauts responsables militaires syriens, dont le ministre de la Défense, le général de corps d'armée Fahd Jassem al-Freij, le procureur général de brigade, le général Mohammed Hassan Kenjo, ainsi que le chef de la police militaire et la prison de Saidnaya.  
En septembre 2020, Mazen Darwish témoigne dans le cadre du procès de Coblence, qui juge deux anciens agents des services de renseignements de la branche 251, dont un officier. Il fournit au tribunal des documents officiels qui sont récupérés : un donnant les coordonnées de quatre fosses communes dans la banlieue de Damas, un rapport mentionnant des détenus décédés et l’organigramme et la chaîne de commandement de la division 251 avec les noms de 93 officiers et employés du régime.

## Récompenses et honneurs
- Prix Roland Berger de la dignité humaine 2011, partagé avec l'avocate tunisienne Rhadia Nasraoui et le Réseau arabe pour l'information sur les droits de l'homme[28]

- Prix PEN Pinter Prize (en) « Writer of Courage », de l'antenne anglaise de l'association PEN  Prix Pinter International  2014, partagé avec Salman Rushdie[29],[30]

- En février 2015, l'Institut international de la presse (IPI) nomme Mazen Darwish « héros mondial de la liberté de la presse »[31]

- Le 3 mai 2015, il reçoit le Prix mondial de la liberté de la presse Guillermo Cano décerné par l'UNESCO lors de la Journée mondiale de la liberté de la presse, le 3 mai[32]. Alors qu'il est emprisonné, c'est sa femme, la journaliste et défenseure des droits, Yara Bader, qui reçoit le prix à sa place, et prononce un discours que RSF décide de publier[33].